# Parargidia vacillans
Parargidia vacillans är en fjärilsart som beskrevs av Walker 1858. Parargidia vacillans ingår i släktet Parargidia och familjen nattflyn. Inga underarter finns listade i Catalogue of Life.